# 向井章人
向井 章人（むかい あきと、1998年11月17日 - ）は、大阪府出身のサッカー選手。ポジションはフォワード。

## 来歴
2017年よりヴィッセル神戸にアカデミーからトップチームに昇格。当初はヴィッセルに登録されていた が、2月4日、FC今治への1年間の期限付き移籍が発表された。同年のJFLでは7試合に出場した。
2018年1月16日、MIOびわこ滋賀に1年間の育成型期限付き移籍が発表された。同年9月、滋賀への育成型期限付き移籍を終了し、FC今治に育成型期限付き移籍で加入した。
2019年で神戸、今治共に契約満了を発表。
2020年2月にスペイン4部セグンダ・ディビシオンRFEFのタラサFCに移籍。2021-22シーズンには、31試合に出場しチームトップタイの得点数となる9ゴールを記録した。
2022年7月、スペイン3部プリメーラ・ディビシオンRFEFに所属するADメリダに移籍 。

## 所属クラブ
ユース時代
- 2006年 - 2010年 八尾太陽リンクスSC（八尾市立北山本小学校）[1]
- 2011年 - 2013年 柏田SC（八尾市立桂中学校）[1]
- 2014年 - 2016年 ヴィッセル神戸U-18（神戸国際大学附属高等学校）[1]

プロ経歴
- 2017年 - 2019年  ヴィッセル神戸
  - 2017年2月 - 同年12月  FC今治（期限付き移籍）
  - 2018年2月 - 同年9月  MIOびわこ滋賀（育成型期限付き移籍）
  - 2018年9月 - 2019年  FC今治（育成型期限付き移籍）
- 2020年2月 - 2022年7月  タラサFC
- 2022年7月 - 2024年  ADメリダ
- 2024年 -  アンテケラCF

## 個人成績
| 国内大会個人成績 | 国内大会個人成績 | 国内大会個人成績 | 国内大会個人成績 | 国内大会個人成績 | 国内大会個人成績 | 国内大会個人成績 | 国内大会個人成績 | 国内大会個人成績 | 国内大会個人成績 | 国内大会個人成績 | 国内大会個人成績 |
| 年度             | クラブ           | 背番号           | リーグ           | リーグ戦         | リーグ戦         | リーグ杯         | リーグ杯         | オープン杯       | オープン杯       | 期間通算         | 期間通算         |
| 年度             | クラブ           | 背番号           | リーグ           | 出場             | 得点             | 出場             | 得点             | 出場             | 得点             | 出場             | 得点             |
| 日本             | 日本             | 日本             | 日本             | リーグ戦         | リーグ戦         | リーグ杯         | リーグ杯         | 天皇杯           | 天皇杯           | 期間通算         | 期間通算         |
| ---------------- | ---------------- | ---------------- | ---------------- | ---------------- | ---------------- | ---------------- | ---------------- | ---------------- | ---------------- | ---------------- | ---------------- |
| 2017             | 神戸             | 37               | J1               | 0                | 0                | -                | -                | -                | -                | 0                | 0                |
| 2017             | 今治             | 26               | JFL              | 7                | 0                | -                | -                | 0                | 0                | 7                | 0                |
| 2018             | びわこ           | 22               | JFL              | 0                | 0                | -                | -                | 0                | 0                | 0                | 0                |
| 2018             | FC今治           | 39               | JFL              | 4                | 1                | -                | -                | -                | 4                | 1                |                  |
| 2019             | FC今治           | 39               | JFL              | 2                | 0                | -                | -                | -                | -                | 2                | 0                |
| スペイン         | スペイン         | スペイン         | スペイン         | リーグ戦         | リーグ戦         | 国王杯           | 国王杯           | オープン杯       | オープン杯       | 期間通算         | 期間通算         |
| 通算             | 日本             | 日本             | J1               | 0                | 0                | -                | -                | -                | -                | 0                | 0                |
| 通算             | 日本             | 日本             | JFL              | 13               | 1                | -                | -                | 0                | 0                | 13               | 1                |
| 総通算           | 総通算           | 総通算           | 総通算           | 13               | 1                | -                | -                | 0                | 0                | 13               | 1                |

## 代表歴
- U-18 Jリーグ選抜
  - NEXT GENERATION MATCH（2016年）